# 수홍
수홍(眭弘, ? ~ 기원전 78년)은 전한 후기의 유학자이자 관료로, 자는 맹(孟)이며 노국 피현(蕃縣) 사람이다.

## 생애
어려서는 유협과 투계·승마를 즐겼으나, 장성하여 마음을 고쳐먹고 영공의 밑에서 《공양춘추》를 익혔다. 이후 조정에 의랑(議郞)으로 발탁되었고, 관직이 부절령(符節令)에 이르렀다.
원봉 3년(기원전 78년), 태산의 내무산(萊蕪山)에서 수천 명이 흉흉하게 떠드는 소리가 들렸다. 어떤 사람이 그곳에 가 보니, 거대한 돌이 스스로 벌떡 일어섰고 흰 까마귀 수천 마리가 모여들었다. 또 창읍애왕의 사당의 나무가 말라죽었다가 다시 살아났고, 상림원의 큰 버드나무 또한 쓰러져 죽었다가 스스로 일어났다. 이때 벌레들이 잎을 갉아먹어 글자를 남겼는데, '공손병이가 일어선다'(公孫病已立)라고 적혀 있었다. 수홍은 《춘추》의 고사를 인용하여 이를 해석하고, 친구 내관장(內官長) 사(賜)를 통하여 소제에게 아뢰었다.
| “ | 큰 돌이 스스로 일어서고 버드나무가 다시 일어난 것은 인간의 소행이 아니니, 이것은 필부가 천자가 되리라는 징조입니다. 사당의 나무가 다시 살아난 것은, 예전에 쫓겨난 공손씨가 다시 일어나야 한다는 뜻입니다. 요를 계승한 한나라는 나라를 전해 주어야 할 운명을 타고났으니, 마땅히 어진 이에게 선양하고 스스로 물러나 천명에 따라야 합니다. | ” |

이때 소제는 아직 어려 대장군 곽광이 정권을 잡고 있었다. 곽광은 수홍의 글을 못마땅하게 여겨 정위로 하여금 심리하게 하였고, 결국 수홍은 요사스러운 말로 대중을 현혹시킨 죄로 사와 함께 주살되었다.
5년 후, 민가에서 지내던 유병이가 황제로 즉위하였다(선제). 선제는 수홍의 아들을 낭(郞)에 임명하였다.
백여 명의 제자들 중 엄팽조와 안안락이 가장 뛰어났고, 공우 또한 수홍의 가르침을 받았다.

## 출전
- 반고, 《한서》
  - 권75 수양하후경익이전
  - 권88 유림전